# Blauer Silvaner
Der blaue Silvaner ist eine Weißweinsorte, die heute nur noch selten angebaut wird. Die Farbe der Trauben variiert von einem hellen Grauton bis zu einem tiefen Violett. Die Sorte ist durch eine Mutation aus dem Grünen Silvaner hervorgegangen.

## Herkunft
Die Rebsorte wurde ab 1964 aus Beständen von Grünem Silvaner herausselektioniert und ist seit 1984 als Ertragsrebsorte in Deutschland zugelassen. Heute stehen circa 20 Hektar Blauer Silvaner im Ertrag. Es existiert zurzeit nur ein Klon (ST 25), der in der Rebschule Steinmann in Sommerhausen erhalten und vermehrt wird. Die Rebschule ist gleichzeitig auch der deutsche Erhaltungszüchter. Seit 2003 versuchen Winzer und Forscher im Anbaugebiet Saale-Unstrut, aus alten, über 100-jährigen Stöcken einen weiteren Klon zu selektionieren.

## Ampelographische Sortenmerkmale
- Die Triebspitze ist offen. Sie ist hellgrün und mittelwollig behaart. Die Jungblätter sind spinnwebig behaart und von gelblicher Farbe.
- Die mittelgroßen Blätter sind rundlich, meist ganz oder schwach dreilappig und wenig gebuchtet (siehe auch den Artikel Blattform). Die Stielbucht ist V-förmig, offen bis geschlossen. Das Blatt ist nur schwach gezähnt. Die Zähne sind im Vergleich der Rebsorten sehr breit angelegt. Die Blattoberfläche (auch Spreite genannt) ist kaum blasig.
- Die meist walzenförmige Traube ist selten geschultert, mittelgroß und mittel dichtbeerig bis kompakt. Die rundlichen Beeren sind mittelgroß und von dunkelrot-violetter Farbe.

Der Blaue Silvaner ist kräftig im Wuchs, fruchtbar und liefert – dank der starken Blütenfestigkeit – gleichmäßig hohe Erträge in frostsicheren Lagen. Die Trauben reifen Anfang bis Mitte Oktober, physiologisch ca. 2 Wochen später als die des Gutedels. Silvaner ist anfällig gegen echten Mehltau und aufgrund der mittelmäßigen Holzreife winterfrostempfindlich. Sehr gute Qualitäten können mit alten Rebstöcken und einer ausreichenden Ertragsregulierung erzielt werden.
Der Blaue Silvaner ist mittelkräftig im Ertrag, mittel- bis spätreifend und ist bis zur Traubenreife vom Grünen Silvaner so gut wie nicht zu unterscheiden. Die Rebsorte ist eine Varietät der Edlen Weinrebe (Vitis vinifera).
Die Weine sind meist etwas kräftiger als die vom Grünen Silvaner und können, wenn die Trauben etwas auf der Maische standen, auch ein Hauch von Zwiebelhautfarbe zeigen. Das Bukett ist meist vom Duft nach reifen gelben Früchten geprägt mit Nuancen von frischen Kräutern je nach Boden und Ausbauart des Weines.

## Synonyme
Blauer Österreicher, Blauer Reifler, Blauer Schönfeilner, Blauer Zierfahndler, Bodenseeburgunder, Bodenseetraube, Schwarzer Österreicher, Schwarzer Silvaner, Sylvaner Bleu, Zirifandel Schwarz, Silvaner Schwarz, Silvaner Blau.